# Hypnos
Trong thần thoại Hy Lạp, Hypnos (/ˈhɪpnɒs/; tiếng Hy Lạp cổ: Ὕπνος, "ngủ") là hiện thân của giấc ngủ, tương đương với Somnus trong thần thoại La Mã.

## Miêu tả
Hypnos là con trai của Nyx ("màn đêm") và Erebus ("bóng tối"). Anh trai của Hypnos là Thanatos ("cái chết"). Hai người sống dưới địa ngục (Hades) hoặc ở Erebus, một thung lũng khác thuộc địa ngục trong thần thoại Hy Lạp. Theo các tin đồn, Hypnos sống trong một hang động lớn, nơi dòng sông Lethe ("sự quên lãng") bắt đầu chảy, cũng như nơi đêm và ngày giao nhau. Chiếc giường của Hypnos được làm bằng gỗ mun; hoa anh túc và các loài cây gây ảo giác khác mọc ở trước cửa hang. Không tia sáng hay tiếng động nào lọt vào hang động của Hypnos. Theo Homer, Hypnos sống trên hòn đảo Lemnos. Hypnos được miêu tả là một vị thần điềm tĩnh và nhẹ nhàng, bởi Hypnos giúp đỡ con người khi họ cần và thông qua giấc ngủ sở hữu một nửa cuộc đời của họ.

## Gia đình
Hypnos sống cùng anh trai sinh đôi của mình, Thanatos (Θάνατος, "hiện thân của cái chết") dưới địa ngục.
Mẹ của Hypnos là Nyx (Νύξ, "màn đêm"), nữ thần của màn đêm, còn cha của Hypnos là Erebus, vị thần của bóng tối. Nyx là một vị nữ thần đáng sợ và đầy quyền năng; ngay cả Zeus cũng không muốn bước vào lãnh địa của bà.
Vợ của Hypnos, Pasithea, là một trong những nữ thần Charites trẻ nhất và được hứa hôn với Hypnos bởi Hera, nữ thần của hôn nhân và sinh sản. Pasithea là nữ thần của ảo giác và sự thư giãn.

## Hypnos trong nghệ thuật

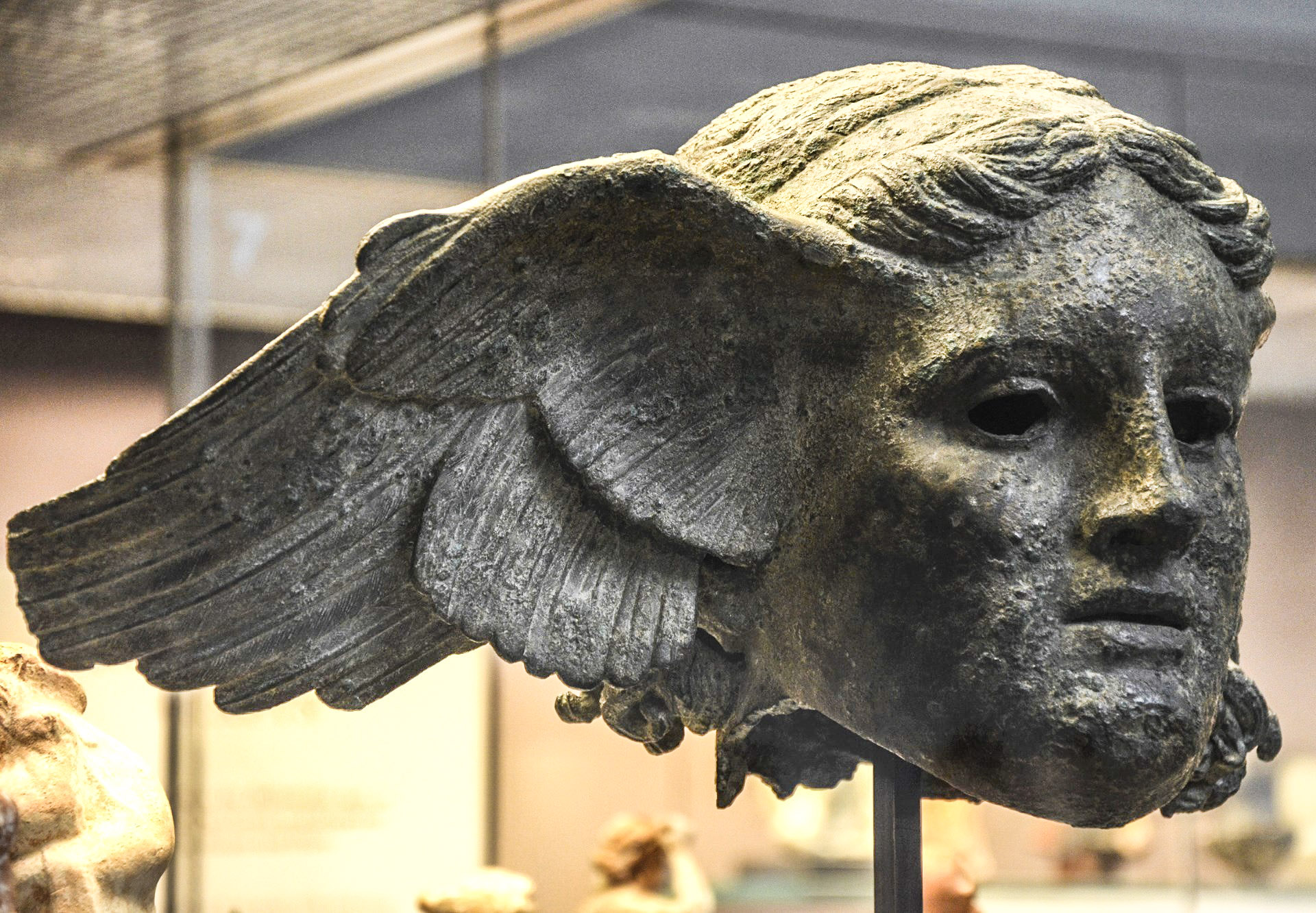
Điêu khắc đầu Hypnos bằng đồng tại Bảo tàng Anh

Hypnos xuất hiện trong nhiều tác phẩm nghệ thuật mà phần lớn là bình hoa. Một ví dụ là chiếc bình có tên "Ariadne bị Theseus bỏ mặc," được trưng bày tại Bảo tàng Mỹ thuật Boston. Trên chiếc bình này, Hypnos được miêu tả là một vị thần có cánh đang nhỏ nước lên đầu Ariadne khi nàng đang ngủ. Một trong những tác phẩm nghệ thuật miêu tả Hypnos nổi tiếng nhất là bức điêu khắc đầu của Hypnos bằng đồng, hiện được trưng bày tại Bảo tàng Anh ở Luân Đôn. Trên bức điêu khắc, các đôi cánh mọc ra từ thái dương của Hypnos, còn mái tóc của vị thần thì được sắp xếp tỉ mỉ; một số lọn tóc được thắt bím còn số khác thì được để rủ.

## Từ ngữ bắt nguồn từ Hypnos
Từ tiếng Anh "hypnosis" (sự thôi miên) có nguồn gốc từ tên của Hypnos, hàm ý rằng người bị thôi miên sẽ ở trong một trạng thái giống như đang ngủ (hypnos "ngủ" + -osis "trạng thái"). Từ tiếng Anh của thuốc ngủ, "hypnotics", cũng xuất phát từ tên của Hypnos. Bên cạnh đó, từ tiếng Anh "insomnia" (sự mất ngủ) có nguồn gốc từ vị thần tương đương với Hypnos trong thần thoại La Mã là Somnus (in- "không" + somnus "ngủ").
Pokémon thứ 97, Hypno, được đặt tên theo Hypnos, và một trong các chiêu thức của nó là khiến đối thủ chìm vào giấc ngủ.